# Batalha das Salomão Orientais
A Batalha das Salomão Orientais, também chamada de Batalha das Ilhas Stewart ou Segunda Batalha do Mar de Salomão por algumas fontes japonesas, foi um confronto aeronaval que ocorreu entre os dias 24 a 25 de agosto de 1942. Foi a terceira batalha entre porta-aviões na Campanha do Pacífico na Segunda Guerra Mundial e o segundo grande embate travado entre a Marinha dos Estados Unidos e a Marinha Imperial Japonesa durante a Campanha de Guadalcanal. Os navios dos dois lados nunca chegaram a avistar uns aos outros, com todos os ataques em vez disso tendo sido realizados por aeronaves lançadas por porta-aviões ou decoladas de bases em terra.
Depois de diversos ataques aéreos que danificaram e afundaram várias embarcações, as unidades de ambos os lados recuaram sem que nenhum dos lados tivesse alcançado uma vitória clara. Entretanto, os Estados Unidos e seus aliados conquistaram uma vantagem tática e estratégica. As perdas do Japão foram maiores e incluíram dezenas de aeronaves com tripulações experientes e um porta-aviões rápido. Além disso, os reforços japoneses para Guadalcanal foram adiados e depois entregues por navios de guerra em vez de transportes, dando aos Aliados mais tempo para se prepararem e impedindo que os japoneses recebessem artilharia pesada, munição e outros suprimentos.

## Consequências
A batalha é geralmente considerada uma vitória tática e estratégica para os EUA porque os japoneses perderam mais navios, aeronaves e tripulações, e os reforços das tropas japonesas para Guadalcanal foram adiados. Resumindo o significado da batalha, o historiador Richard B. Frank afirma:
A Batalha das Salomão Orientais foi inquestionavelmente uma vitória americana, mas teve pouco resultado a longo prazo, além de uma redução adicional no corpo de aviadores japoneses treinados. Os reforços [japoneses] que não podiam vir por transporte lento logo chegariam a Guadalcanal por outros meios. 
Os EUA perderam apenas sete tripulantes na batalha. Os japoneses perderam 61 tripulantes veteranos, que eram difíceis para os japoneses substituírem por causa de uma capacidade limitada institucionalizada em seus programas de treinamento de tripulações navais e uma ausência de reservas treinadas. As tropas do comboio de Tanaka foram posteriormente carregadas em destróieres nas Ilhas Shortland e entregues aos poucos em Guadalcanal sem a maior parte de seu equipamento pesado, começando em 29 de agosto.  Os japoneses alegaram consideravelmente mais danos do que haviam infligido, incluindo que o Hornet - não na batalha - havia sido afundado, vingando assim sua parte no Doolittle Raid.
Enfatizando o valor estratégico do Campo Henderson, em um esforço de reforço separado, o destróier japonês Asagiri foi afundado e dois outros destróieres japoneses fortemente danificados em 28 de agosto, 70 milhas náuticas (81 milhas; 130 km) ao norte de Guadalcanal em New Georgia Sound por aeronaves dos EUA baseadas no aeródromo.
 

O Enterprise danificado viajou para Pearl Harbor para reparos extensos, que foram concluídos em 15 de outubro. Ela retornou ao Pacífico Sul em 24 de outubro, bem a tempo para a Batalha das Ilhas Santa Cruz e sua revanche com Shōkaku e Zuikaku.